# Инкум, Самуэль
Са́муэль И́нкум (англ. Samuel Inkoom; 1 июня 1989, Секонди-Такоради, Гана) — ганский футболист, игравший на позиции защитника. Выступал в национальной сборной Ганы.

## Карьера

### Клубная
Самуэль Инкум начал свою карьеру в клубе «Секонди Хасаакас». 1 января 2008 года перешёл в клуб «Асанте Котоко».
26 апреля 2009 года подписал трёхлетний контракт со швейцарским клубом «Базель». В составе команды дебютировал 12 июля 2009 года в победном матче против клуба «Санкт-Галлен» на стадионе «АФГ Арена» в матче чемпионата Швейцарии 2009/10. Он был ключевым игроком команды в золотой для неё 2010 год, когда «Базель» выиграл Кубок и Чемпионат Швейцарии. 23 января 2011 Инкум получил приглашение от испанского тренера Хуанде Рамоса, который на тот момент тренировал днепропетровский «Днепр». В конце января 2011 года Инкум прибыл в расположение «Днепра» и 26 января подписал контракт на 4 года. В чемпионате Украины дебютировал 6 марта 2011 года в матче против симферопольской «Таврии» (2:2). За 2 года Инкум провёл в составе «Днепра» 27 матчей. В январе 2013 года Самуэль переходит в аренду во французский клуб «Бастия».
5 сентября 2014 года Инкум подписал контракт с клубом MLS «Ди Си Юнайтед». За американский клуб дебютировал 16 сентября в матче Лиги чемпионов КОНКАКАФ 2014/15 против ямайского «Уотерхауса», отметившись голевой передачей.
8 декабря 2014 года «Ди Си Юнайтед» обменял Инкума и Джо Уиллиса в «Хьюстон Динамо» на Эндрю Драйвера и пик четвёртого раунда Супердрафта MLS 2016. Однако, он не смог согласовать с «Динамо» личные условия контракта.
11 июня 2015 года Инкум подписал трёхлетний контракт с клубом чемпионата Португалии «Боавишта».
6 января 2016 года подписал контракт с турецким «Антальяспором».

### В сборной
В национальной сборной Ганы дебютировал 20 ноября 2008 года в матче против Туниса.

## Достижения
- Чемпион мира среди молодёжных команд: 2009
- Вице-чемпион Кубка африканских наций: 2010
- Четвертьфиналист чемпионата мира: 2010
- Победитель чемпионата Африки среди молодёжных команд: 2009
- Чемпион Швейцарии: 2009/10
- Обладатель Кубка Швейцарии: 2009/10
- Обладатель Кубка Ганы: 2021/22